# Luis Manuel Alí Herrera
Luis Manuel Alí Herrera (ur. 2 maja 1967 w Barranquilli) – kolumbijski duchowny katolicki, biskup pomocniczy Bogoty od 2015, sekretarz Papieskiej Komisja ds. Ochrony Małoletnich.

## Życiorys

### Prezbiterat
Święcenia kapłańskie otrzymał 28 listopada 1992 i został inkardynowany do archidiecezji Bogoty. Pracował głównie jako duszpasterz parafialny. W latach 1995 oraz 1999 był kapelanem Narodowego Uniwersytetu Kolumbii, a w latach 2002–2003 oraz 2007–2013 pełnił funkcję wykładowcy w bogotańskim seminarium.

### Episkopat
7 listopada 2015 papież Franciszek minował go biskupem pomocniczym archidiecezji Bogota ze stolicą tytularną Iubaltiana. Sakry biskupiej udzielił mu 12 grudnia 2015 kardynał Ricardo Antonio Tobón Restrepo. W latach 2021-2024 był sekretarzem generalnym Konferencji Episkopatu Kolumbii.